# Condado de Green Lake
El condado de Green Lake (en inglés: Green Lake County), fundado en 1858, es uno de 72 condados del estado estadounidense de Wisconsin. En el año 2000, el condado tenía una población de 19,105 habitantes y una densidad poblacional de 21 personas por km². La sede del condado es Green Lake.

## Geografía
Según la Oficina del Censo, el condado tiene un área total de 985 km², de la cual 918 km² es tierra y 68 km² (6.87%) es agua.

### Condados adyacentes
- Condado de Waushara (norte)
- Condado de Winnebago (noreste)
- Condado de Fond du Lac (este)
- Condado de Dodge (sureste)
- Condado de Columbia (suroeste)
- Condado de Marquette (oeste)

## Demografía
En el censo de 2000, había 19,105 personas, 7,703 hogares y 5,322 familias residiendo en el condado. La densidad poblacional era de 21 personas por km². En el 2000 había 9,831 unidades habitacionales en una densidad de 11 por km². La demografía del condado era de 97.81% blancos, 0.15% afroamericanos, 0.20% amerindios, 0.31% asiáticos, 0.04% isleños del Pacífico, 0.89% de otras razas y 0.60% de dos o más razas. 2.06% de la población era de origen hispano o latino de cualquier raza.

## Localidades
- Green Lake

### Ciudades y pueblos
- Berlin (pueblo)
- Berlin, Wisconsin
- Brooklyn
- Green Lake (pueblo)
- Green Lake
- Kingston (pueblo)
- Kingston
- Mackford
- Manchester
- Markesan
- Marquette (pueblo)
- Marquette (villa)
- Princeton (pueblo)
- Princeton
- Seneca
- St. Marie
- Wheatland

### Áreas no incorporadas
- Dalton